# Shuto Udo
Shuto Udo (japanisch 有働 夢叶 Udo Shuto; * 8. Dezember 2002 in der Präfektur Kyōto) ist ein japanischer Fußballspieler.

## Karriere
Shuto Udo erlernte das Fußballspielen in der Schulmannschaft der Kokoku High School sowie in der Universitätsmannschaft der Chūkyō-Universität. Seit dem 23. Juni 2023 ist Udo an den Zweitligisten Ōita Trinita ausgeliehen. In der Saison 2023 kam er nicht zum Einsatz. Sein Zweitligadebüt für den Klub aus Ōita gab Shuto Udo am 10. März 2024 (3. Spieltag) im Auswärtsspiel gegen Fujieda MYFC. Bei dem 1:0-Auswärtserfolg wurde er in der 65. Minute für Shin’ya Utsumoto eingewechselt. 2024 bestritt er zwölf Ligaspiele. Nach der Ausleihe wurde er im Februar 2025 fest von Ōita unter Vertrag genommen.